# Рурк, Джон Патрик
Джон Патрик Рурк (англ. John Patrick Rourke, род. 26 марта, 1942) — южноафриканский ботаник. работает в ботаническом саду Кирстенбош (Кейптаун), куратор Комптонского гербария. Специалист по флоре Капской области,  в особенности растений семейства Протейные (Proteaceae).

## Биография
Окончил Кейптаунский университет, там же получил степень Ph.D.. С 1966 года начал работать в ботаническом саду Кирстенбош. В 1972 году стал куратором Комптонского гербария. 
Опубликовал несколько работ по изменениям родов семейства Протейные, включая Leucadendron, Leucospermum, Mimetes, Vexatorella, Sorocephalus и Spatalla
В 1997 году стал иностранным членом Лондонского Линнеевского общества. 
В честь Джона Рурка названы следующие виды: Cleretum rourkei,  Grubbia rourkei,  Watsonia rourkei, Leucadendron rourkei, Galium rourkei, Acmadenia rourkeana и Diosma rourkei..

## Научные публикации
- 1967. A Taxonomic Study of Sorocephalus and Spatalla. Editor Univ. of Cape Town
- 1969. Taxonomic Studies on Sorocephalus R.Br. and Spatalla Salisb. J. of South African botany 7: Supplementary vol. Editor Nat. Bot. Gardens of South Africa, 124 pp.
- 1972. Taxonomic Studies on Leucospermum R.Br.. J. of South African botany 8: Supplementary vol. Editor Trustees of the Nat. Bot. Gardens of South Africa, 194 pp.
- 1980. ˜Dieœ Proteas van Suider-Afrika [The Proteas of southern Africa, afrikaans]
- 1982. The Proteas of southern Africa. 2ª edición, ilustrada por Fay Anderson, de Centaur, 240 pp. ISBN 0-908379-10-2
- 1982. An illustrated account of Mimetes Salisbury and Orothamnus Pappe, two notable Cape genera of the Proteaceae. Editor Cape Town. Tiyan Publishers
- 1997. Wild flowers of South Africa. 2ª edición, ilustrada de Struik, 127 pp. ISBN 1-86825-897-1
- 2001. Wild Flowers of Greece. Con George Sfikas. Editor Efstathiadis, 125 pp.